# AOMG
AOMG（韓語：에이오엠지(주)），是由歌手朴宰範（Jay Park）成立於2013年的嘻哈音樂廠牌，是唱片企劃及製作公司。

## 歷史沿革
2013年9月24日，歌手朴宰範宣布成立獨立的音樂廠牌AOMG。AOMG是「ABOVE ORDINARY MUSIC GROUP」的縮寫，意思是追求不平凡的音樂，音樂風格偏向hiphop和R&B。旗下包含朴宰範、音樂人Gray、朴宰範所屬B-boy組合「Art of Movement」（AoM）成員暨音樂製作人Cha Cha Malone等人。2014年3月9日，Simon Dominic加入AOMG並擔任共同代表。
2016年1月6日，CJ E&M音樂事業部宣布收購AOMG。AOMG將維持原有音樂製作與營運獨立，並積極運用CJ E&M的銷售頻道、行銷資源和全球性的網路平台，拓展其在海內外的影響力 。2017年5月12日，Jay Park和 Cha Cha Malone 共同設立的跨國音樂廠牌「H1GHR MUSIC RECORDS」。
2018年7月25日，Simon Dominic辭去AOMG共同代表職務。2021年12月31日，Jay Park辞去AOMG、H1GHR MUSIC的代表职务。

## 旗下藝人
- Cha Cha Malone（朝鲜语：차 차 말론）
- ELO（朝鲜语：엘로）
- Ugly Duck（朝鲜语：어글리덕）
- Hoody
- DJ Pumkin（朝鲜语：DJ 펌킨）
- DJ Wegun（朝鲜语：DJ 웨건）
- PUNCHNELLO（朝鲜语：펀치넬로）
- 金有謙
- Jvcki Wai（英语：Jvcki Wai）
- 旗安84

### 運動員
- 鄭讚成 (Korean Zombie, MMA)

### 已解約/約滿藝人
- 禹元才
- Simon Dominic
- Gray
- 李遐怡
- goosebumps
- Code Kunst
- DeVita
- Loco
- Coogie
- Meenoi